# José de la Monja
José de la Monja fue un médico español del siglo xix.

## Biografía
Natural de Pedraza (Segovia), médico de Carratraca por oposición; como sus compañeros, experimentó las consecuencias de la «impurificación». Ayudante de medicina de los ejércitos nacionales (1807), médico en el lazareto de Alicante (1811), sufrió persecuciones y malos tratos de los franceses; en la guerra de Independencia salvó heridos y prisioneros españoles.